# Najlepszy zawodnik ofensywny niemieckiej Bundesligi w koszykówce
Najlepszy zawodnik ofensywny niemieckiej Bundesligi koszykarskiej – nagroda przyznawana co sezon (od rozgrywek 2003/2004) przez niemiecką Bundesligę koszykarską najlepszemu zawodnikowi ofensywnemu ligi.
Pierwszym laureatem nagrody został B.J. McKie z TBB Trier. Julius Jenkins jest rekordzistą w liczbie zdobytych naród (3).

## Laureaci

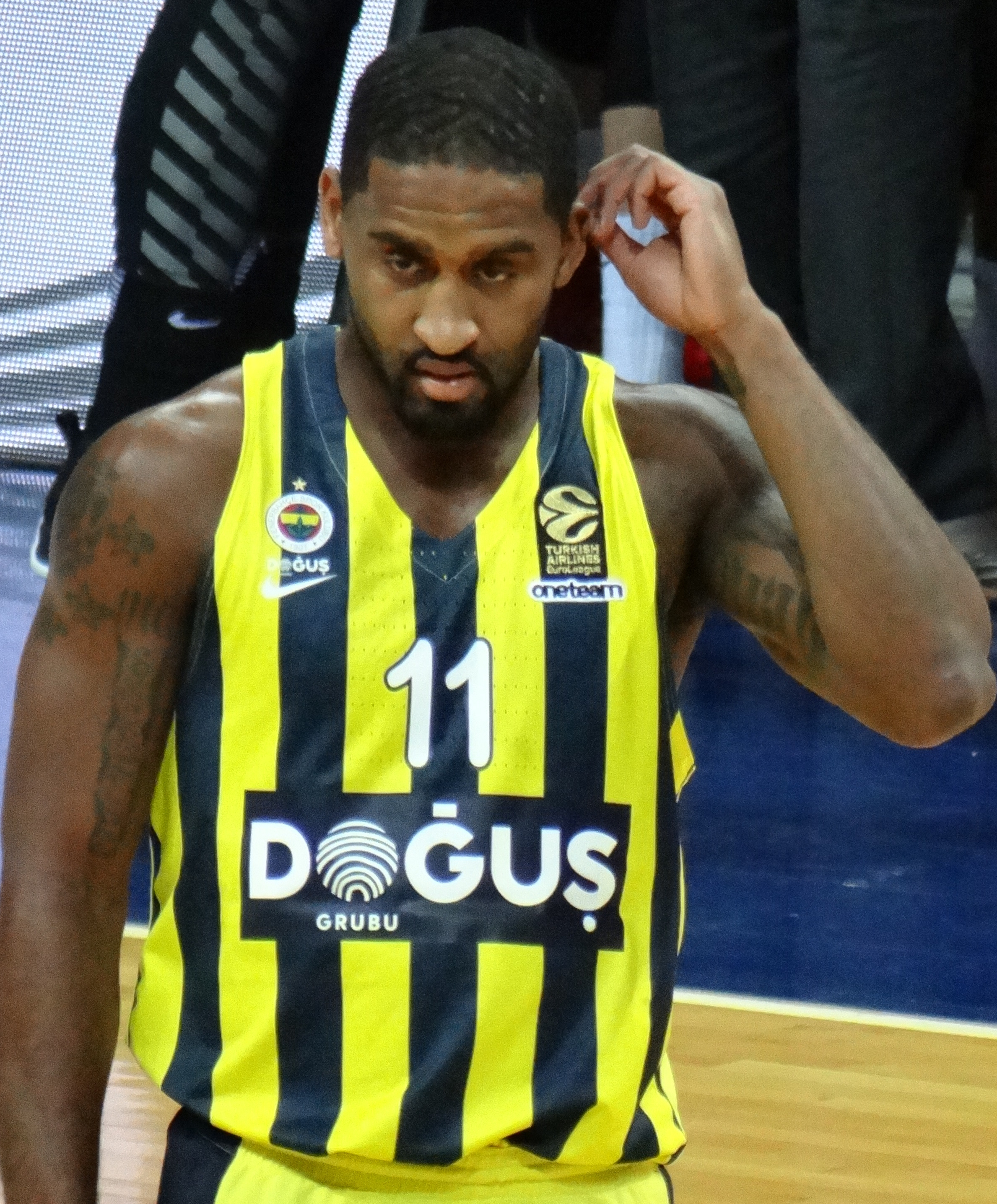
Brad Wanamaker zdobył nagrodę w 2016.

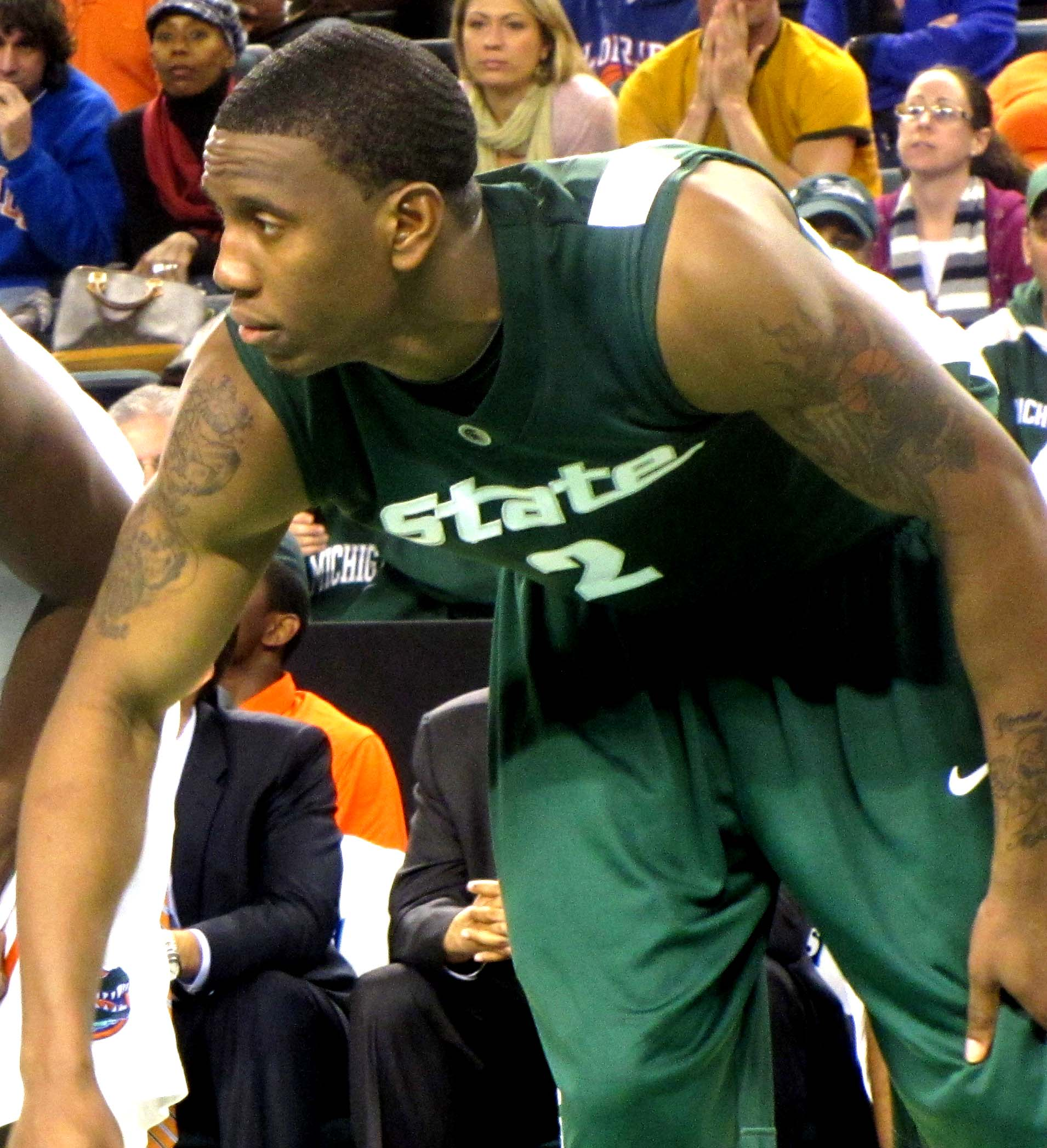
Raymar Morgan został laureatem nagrody w sezonie 2016–2017.

| Zawodnik (X) | oznacza kolejną nagrodę, przyznaną temu samemu zawodnikowi   |
|              | oznacza, że klub został mistrzem Niemiec w tym samym sezonie |
| ^            | oznacza ciągle aktywnego zawodnika BBL                       |

| Sezon   | Zawodnik                                                                | Pozycja                                                                 | Nar.                                                                    | Zespół                                                                  | Przyp.                                                                  |
| ------- | ----------------------------------------------------------------------- | ----------------------------------------------------------------------- | ----------------------------------------------------------------------- | ----------------------------------------------------------------------- | ----------------------------------------------------------------------- |
| 2003–04 | B.J. McKie                                                              | obrońca                                                                 | Stany Zjednoczone                                                       | TBB Trier                                                               |                                                                         |
| 2004–05 | Chuck Eidson                                                            | skrzydłowy                                                              | Stany Zjednoczone                                                       | Gießen 46ers                                                            |                                                                         |
| 2005–06 | Andrew Wisniewski                                                       | obrońca                                                                 | Stany Zjednoczone                                                       | Telekom Baskets Bonn                                                    |                                                                         |
| 2006–07 | Casey Jacobsen                                                          | obrońca                                                                 | Stany Zjednoczone                                                       | Brose Baskets                                                           |                                                                         |
| 2007–08 | Julius Jenkins^                                                         | obrońca                                                                 | Stany Zjednoczone                                                       | Alba Berlin                                                             |                                                                         |
| 2008–09 | Julius Jenkins (2)^                                                     | obrońca                                                                 | Stany Zjednoczone                                                       | Alba Berlin                                                             | [ 1 ]                                                                   |
| 2009–10 | Julius Jenkins (3)^                                                     | obrońca                                                                 | Stany Zjednoczone                                                       | Alba Berlin                                                             | [ 1 ]                                                                   |
| 2010–11 | DaShaun Wood                                                            | obrońca                                                                 | Stany Zjednoczone                                                       | Skyliners Frankfurt                                                     | [ 2 ]                                                                   |
| 2011–12 | DaShaun Wood (2)                                                        | obrońca                                                                 | Stany Zjednoczone                                                       | Alba Berlin                                                             | [ 3 ]                                                                   |
| 2012–13 | John Bryant                                                             | środkowy                                                                | Stany Zjednoczone                                                       | Ratiopharm Ulm                                                          | [ 4 ]                                                                   |
| 2013–14 | Darius Adams                                                            | obrońca                                                                 | [ a ]                                                                   | Eisbären Bremerhaven                                                    | [ 5 ]                                                                   |
| 2014–15 | D.J. Kennedy                                                            | obrońca/skrzydłowy                                                      | Stany Zjednoczone                                                       | MHP Riesen Ludwigsburg                                                  | [ 6 ]                                                                   |
| 2015–16 | Brad Wanamaker                                                          | obrońca                                                                 | Stany Zjednoczone                                                       | Brose Baskets                                                           | [ 7 ]                                                                   |
| 2016–17 | Raymar Morgan                                                           | skrzydłowy/środkowy                                                     | Stany Zjednoczone                                                       | Ratiopharm Ulm                                                          | [ 8 ]                                                                   |
| 2017–18 | Philip Scrubb^                                                          | obrońca                                                                 | [ b ]                                                                   | Fraport Skyliners                                                       | [ 9 ]                                                                   |
| 2018–19 | John Bryant (2)^                                                        | środkowy                                                                | Stany Zjednoczone                                                       | Gießen 46ers                                                            | [ 10 ]                                                                  |
| 2019–20 | Nagroda nie została przyznana. Sezon został skrócony z powodu COVID-19. | Nagroda nie została przyznana. Sezon został skrócony z powodu COVID-19. | Nagroda nie została przyznana. Sezon został skrócony z powodu COVID-19. | Nagroda nie została przyznana. Sezon został skrócony z powodu COVID-19. | Nagroda nie została przyznana. Sezon został skrócony z powodu COVID-19. |